# Bitxac de Jerdon
El bitxac de Jerdon (Saxicola jerdoni) és una espècie d'ocell de la família dels muscicàpids (Muscicapidae) És originari de Bangladesh, Laos, el Nepal, Tailàndia i Vietnam. L'espècie possiblement s'ha extingit a Myanmar, tot i que el seu estat de conservació es considera en conjunt com de risc mínim.
El nom específic de Jerdon fa referència al major cirurjà Thomas C. Jerdon (1811-1872), ornitòleg de camp i col·leccionista escocès a l'Índia.